# Бисултанов, Турпал-Али Альвиевич
Турпал(-Али) Альвиевич Бисултанов (род. 14 октября 2001, Чечня) — датский борец греко-римского стиля, чемпион Дании среди юниоров, чемпион Европы среди юниоров, чемпион Европы 2022 года, победитель чемпионата Северных стран 2021 года, серебряный призёр чемпионата мира 2022 года в Белграде, бронзовый призёр летних Олимпийских игр 2024 года в Париже.

## Карьера
Выступает в средней весовой категории (до 87 кг). Занимается в борцовском клубе города Хернинг. В 2018 году стал чемпионом Дании в греко-римской и вольной борьбе. В сентябре 2021 года городе Нюкёбинг-Фальстер (Дания) Бисултанов выиграл турнир «Top Masters». На следующий год он повторил свой успех на этом турнире.
На Олимпиаде Бисултанов в первой схватке проиграл будущему чемпиону этих игр, представителю Болгарии Семёну Новикову. В утешительной серии Бисултанов победил грузина Лашу Гобадзе, венгра Давида Лошонци и завоевал олимпийскую бронзу.
В феврале 2025 года Бисултанов стал победителем крупного рейтингового международного турнира «Загреб Опен».

## Семья
Чеченец. Брат Райбек также занимается греко-римской борьбой, является чемпионом Европы.